# Hanerau-Hademarschen
Hanerau-Hademarschen er en kommune og en by i det nordlige Tyskland, beliggende i Amt Mittelholstein i den sydlige del af Kreis Rendsborg-Egernførde. Kreis Rendsborg-Egernførde ligger i den centrale del af delstaten Slesvig-Holsten.

## Geografi
Hanerau-Hademarschen ligger syd for Kielerkanalen ved vestenden af gestryggen, midt i et trekantområde dannet af byerne Rendsborg, Heide og Itzehoe.